# أساطير ميلانيزية
الأساطير الميلانيزية أو الميثولوجيا الميلانيزية (بالإنجليزية: Melanesian mythology)‏ هي الفلكلور والأساطير والمعتقدات الدينية في ميلانيزيا- وهي منطقة تقع في جنوب غرب المحيط الهادئ- من أرخبيل غينيا الجديدة، وجزر مضيق توريس، وجزر الأميرالية، وجزر سليمان، وكاليدونيا الجديدة وفانواتو (المعروفة -سابقًا- باسم الهيبريديس الجديد). تمتلك هذه المنطقة مجموعة رائعة من الثقافات المتنوعة، وأيضا، فيها مجموعة متميزة ومختلفة من الأساطير والآلهة. وقد تطورت فيها عبادات وأساطير بتأثير من الحضارة الغربية والمبشرين. ولا يمكن التحدث عن كيان أسطوري متكامل لميلانيزيا؛ لأفتقارها للأساطير الكوزمولوجية (الكونية) التي تتحدث عن خلق العالم (باستثناء بسيط جدا). وتظهر مجموعة أساطير تتحدث عن كائنات خارقة وأشباح وبطل ثنائي الجنس تعتبر ساذجة وفقيرة من حيث السرد الأسطوري.
وأما السبب في ذلك هو أنه لا يوجد دين واحد أو ميثولوجيا واحدة توحد ميلانيزيا بل لكل جزيرة معتقداتها الخاصة، ومجموعة أساطير وكائنات أسطورية خاصة بها، ومع ذلك، فإنهم يشتركون في بعض العناصر والموضوعات الأساسية. وعلى سبيل المثال، تختلف أسماء الشخصيات وقصصهم من جزيرة إلى أخرى، ولكنَّ الأفعال والأنشطة التي يقومون بها غالبا ما تكون مشتركة. وقد كتب الأستاذ رولاند بيرج ديكسون سردًا لأساطير هذه المنطقة بعنوان «أساطير جميع الأعراق»، الذي نُشر عام 1916.

## أساطير الأصول والطوفان

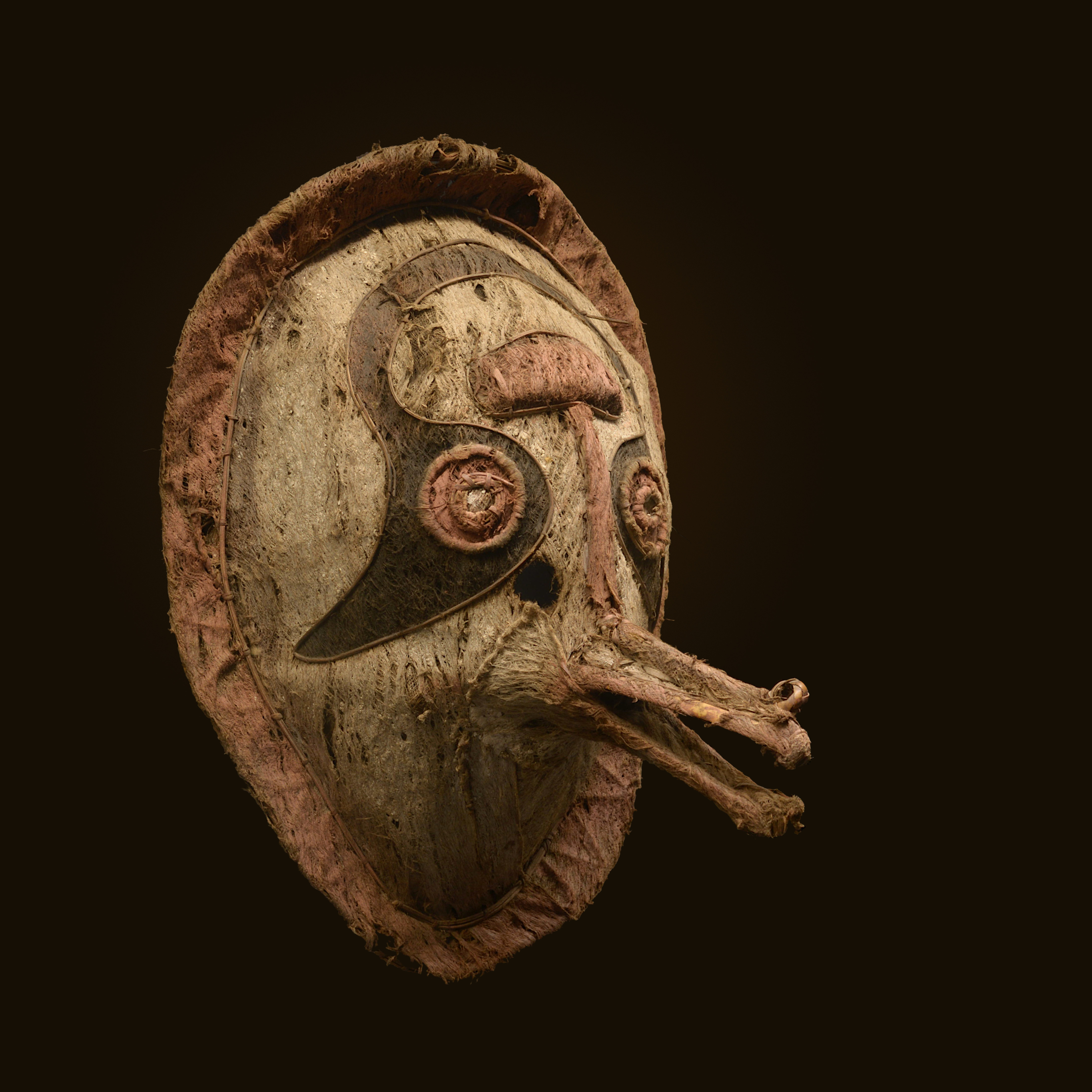
قناع يرتديه الراقصون وهو أحد الرموز الأسطورية في ميلانيزيا

من الواضح أن واحدة من أجلى خصائص الأساطير في منطقة ميلانيزي هو الافتقار شبه التام للأساطير المتعلقة بأصل العالم. باستثناء أسطورة أو أسطورتين، إذ تبدو - فيهما - الأرض كما هي عليه في الوقت الحاضر. وفي جزر الأميرالية، اعتقد جزء من السكان أنه لم يكن هناك شيء إلَّا بحرا واسعا ممتدا، وتذكر إحدى الأساطير أن ثعبانا عظيما سبح في هذا البحر، وأراد مكانا ليستريح فيه، فنادى: فالترتفع الشعاب"، فخرجت من المحيط الشعاب المرجانية وأصبحت أرضا جافة. وفي نسخة أخرى، أن رجلا وامرأةً كانا عائمين فوق المحيط البدئي، فتمسكا بقطعة خشبية وتساءلا عما إذا ما كان المحيط سيجف أم لا. وبعد أن انحسرت المياه ظهرت الأرض وكانت تعلوها الكثبان، ويبدو أن لا حياة فيها.. عندئذٍ، قام كيانان بزراعة الأشجار، وخلقا الأطعمة المختلفة. وفي بريطانيا الجديدة، من بين القبائل الساحلية لشبه جزيرة جازيل، نجد قصة مألوفة وهي: أن الأخوين (To-Kabinana)  و (To-Karvuvu) وهما بطلين ثقافيين، قد قاما باصطياد الأرض من باطن البحر. تم العثور على هذا المفهوم للبحر البدائي على نطاق واسع في وسط بولينيزيا وميكرونيزيا وإندونيسيا.
إذا كان هناك اهتمام ضئيل ببداية العالم في منطقة ميلانيزي، فلا يمكن قول الشيء نفسه عن أصل البشرية، لأن هناك تفاصيل كثيرة متنوعة حول هذا الموضوع. وقد تم التعرف على ثلاثة أنواع من الأساطير التي تتحدث عن أصل البشرية: أولا، التي يتم فيها خلق الجنس البشري مباشرة بواسطة إله؛ ثانياً، التي يأتي فيها الإنسان بواسطة قوى سحرية خارقة؛ وثالثا، حيث تنحدر البشرية إلى الأرض من السماء.

### خلق الجنس البشري

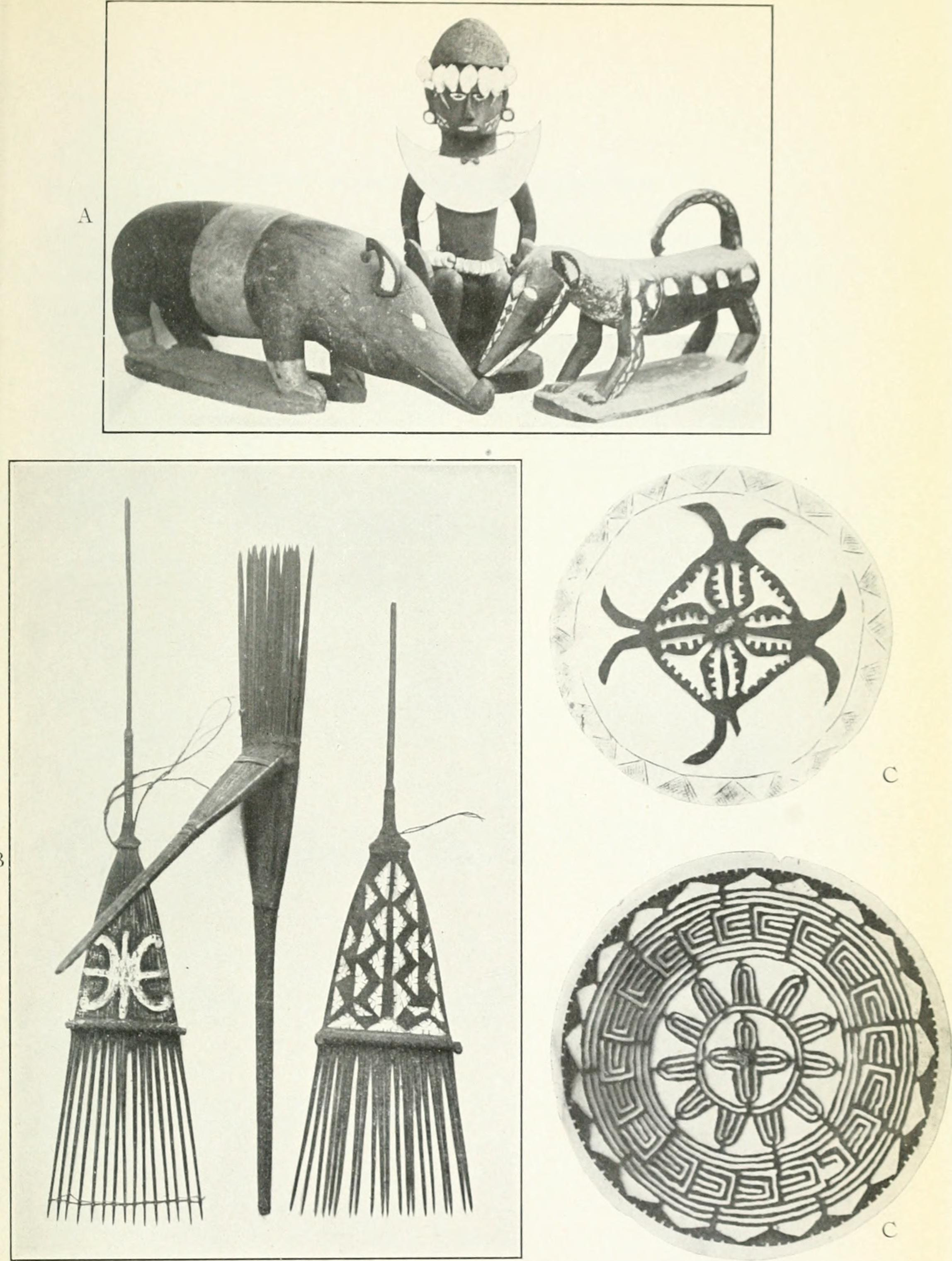
بعض الرموز الأسطورية التي تحفل بها ميلانيزيا.

في جزر الأميرالية، قيل إن مانوال Manual كان وحيدا ويتوق إلى زوجة؛ فأخذ فأسه، وذهب إلى الغابة، وقطع شجرة، وبعد أن نحت من الجذع شكل امرأة، قال: «يا حطبي، لتكن امرأة!»، فدبت الحياة في المنحوتة وصارت امرأة.
وهناك رواية أخرى تشير إلى أن سلحفاة وضعت عشر بيضات ولما فقس البيض ظهرت ثمانية سلاحف وكائنين بشريين، رجل وامرأة؛ وهذان الزوج، أصبحا أسلاف كل من البشر ذوي البشرة الفاتحة والبشرة الداكنة.
في الطرف الآخر من ميلانيزيا، في فيجي، يقال إن طائرًا وضع بيضتين ففقسهما (ندينجي) الثعبان العظيم، فخرج من إحداهما صبيٌّ، ومن الأخرى خرجت فتاة.
وفي جزر الأميرالية، في يوم من الأيام، قامت امرأة تدعى Hi-asa، عاشت بمفردها، بقطع إصبعها بينما كانت تحلق شرائح الباندان. فجمعت الدم من الجرح في قشرة بلح البحر، ووضعت غطاء فوقه وأزاحته؛ ولكن عندما نظرت إلى القشرة بعد أحد عشر يومًا، كانت تحتوي على بيضتين. قامت بتغطيتهم، وبعد عدة أيام فقستا، واحدة أخرجت رجلا والأخرى امرأة، أصبحا والدا الجنس البشري.

### أصل البحر
على الرغم من افتقار الأساطير الميلانيزية لأساطير تتحدث عن خلق العالم إلَّا أن هناك قصة متداولة بين السكان تتحدث عن أصل خلق البحر. القصة هي كما يلي: في البدء كان البحر صغيرا جدا -مجرد حفرة مائية صغيرة- كان في حوزة امرأة عجوز كنوع من النكهة المالحة تستخدمه في طعامها. خبأت العجوز الماء القليل الذي تمتلكه تحت قماش التابا، وكانت كلما سألها أولادها عن مصدر الماء المالح كانت ترفض اطلاعهم على سرها وتجابههم بالرفض. ولذلك، عقدوا العزم على أن يراقبوها خلسة ويفاجؤها برفع الغطاء وتغميسه في الماء المالح. ولما ذهب العجوز إلى مكان الماء المالح ورأت أن الغطاء ممزق -إذ إن أولادها أخذ كل واحد منهم طرفا من القماشة وذهب إلى جهة فتمزقت القماشة وبذلك بدأت قطرة الماء بالاتساع أكثر فأكثر فشعروا بالخوف وتركوها- شعرت العجوز بالخوف من أن يغرق الماء العالم لذلك أحاطته بالرمال لتنشأ من ذلك الشطآن (شاطئ البحر)، وهكذا أتى البحر إلى العالم.

### أصل الشمس والقمر

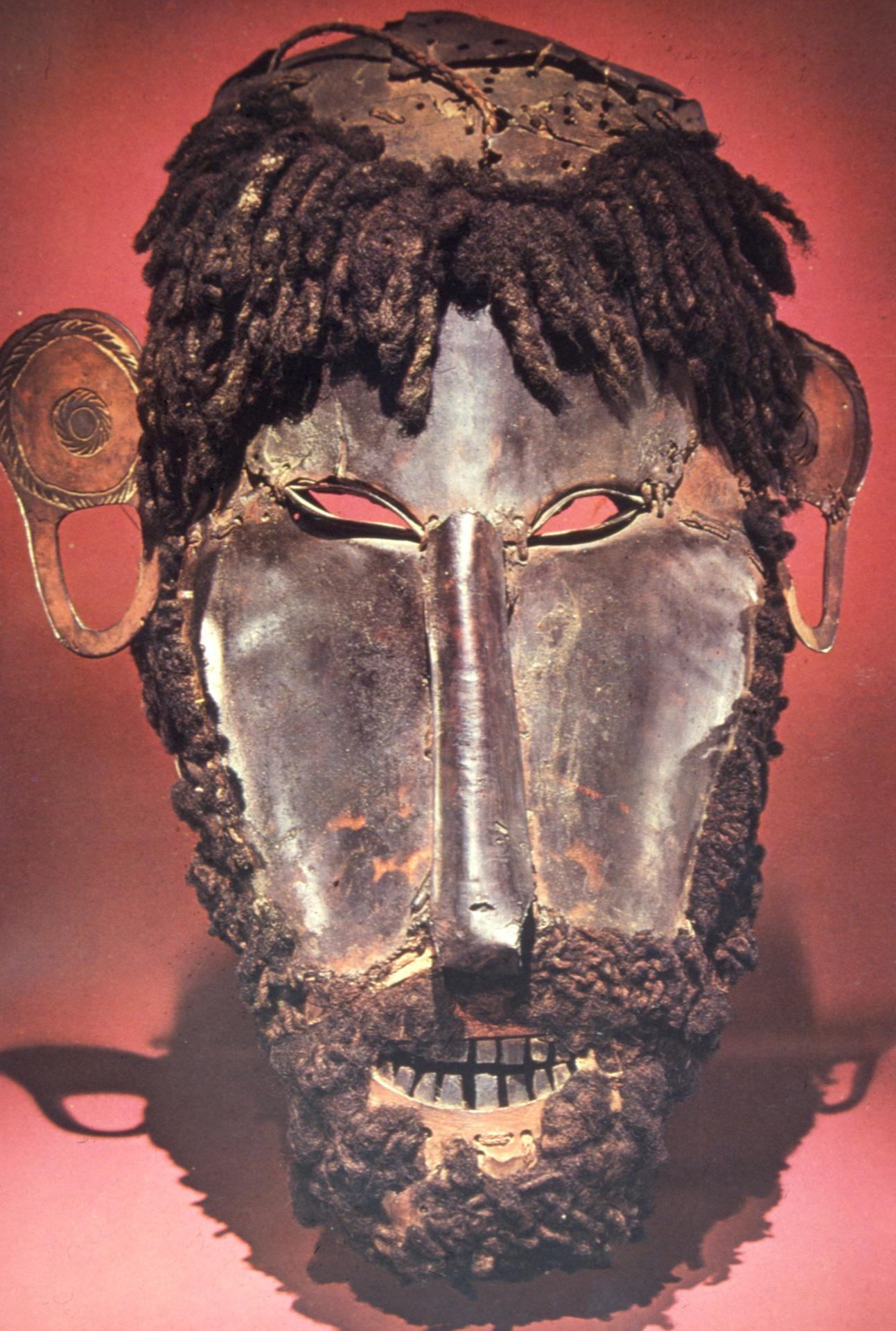
قناع من ميلانيزيا.

هناك أكثر من أسطورة تتحدث عن خلق القمر، وهذه واحدة منها: يحكى عند شعب جنوب غينيا البريطانية الجديدة، أنه كان رجل يحفر حفرة عميقة فاكتشف وجود كائن وضاء صغير فيها، وبعد أن أخرجه، بدأ ينمو، وأخيرا، هرب من يديه وصعد عالياً في السماء، فأصبح القمر الذي نعرفه اليوم. ولو ترك القمر في باطن الأرض لكي ينمو بشكل جيد لأعطى ضوءً ساطعا أكثر ولكن بسبب إخراجه قبل موعد اكتماله صار ضوءه خافتا.
ويروى أيضًا، أن امرأة عجوزا خبأت القمر في جرة في جزيرة، وعندما قام أولاد بفتح الجرة تحرر القمر، وعندما فشلوا في امساكه صعد إلى السماء وظهرت عليه آثار أيدي الصبية الذين حاولوا الإمساك به.
وهناك أسطورة عن خلق الشمس والقمر، يحكى أن عجوزا كانت تحتفظ بالنار لنفسها، وتطبخ بها طعامها. بينما ولدها والبشر كانوا يأكلون الطعام نيئا، وذات يوم سألها أن تعطيه النار لأن الطعام النيء يسبب لحنجرته الأذية، فرفضت ذلك، فقام بسرقة النار منها وأعطاها للبشر، فشعرت بالغضب من تصرفه، وأخذت ما بقي من النار وقسمته إلى نصفين وألقتهما في السماء، فصار القسم الأكبر هو الشمس، والأصغر هو القمر.
إن بعض السكان يعتبرون الشمس والقمر كائنات غير حية، والبعض الآخر يعتبرونها كائنات حية تنبض بالحياة. وبالنسبة إلى الليل فلم يكن مفهومه موجودا في أساطير ميلانيزيا بل كان النهار الدائم فقط، وأما الليل فقد جلب لهم فيما بعد كهدية أو سرقه أحد الآلهة ووهبه إلى البشر فعرفوه وبذلك عرفوا النوم.

### أصل النار
إن النار عامل أساسي في انتقال السكان من مرحلة تجفيف الطعام على أشعة الشمس أو أكله نيئا إلى مرحلة الطهي. في أساطيرهم أن النار كانت قد قدمت لهم بواسطة الحيوانات، وأهمهم هو (الكلب) الذي خاطر بحياته وجلب النار للناس. وأيضا، الأفعى كذلك تلعب دورا مهما في جلب النار للناسن أوفي سرقة النار من بطنها.

### أصل الموت

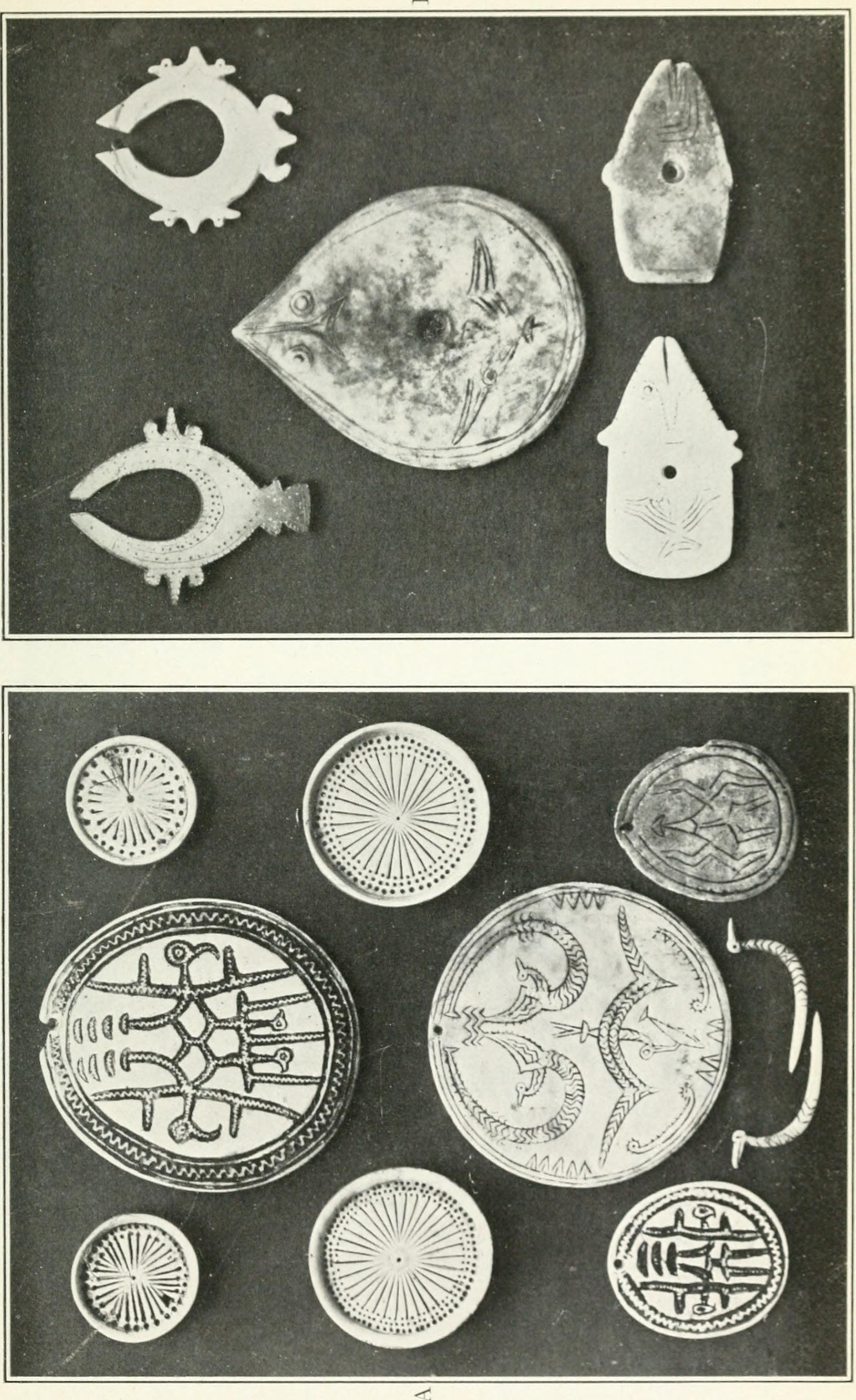
أمور متعلقة باللغة من جزر سليمان.

كانت الآلهة الطيبة والشريرة تتناقش في أمر الإنسان، فرأت الآلهة الطيبة أن الإنسان يشيخ بعد فترة من الزمن لذلك اقترحت أن يكون مثل الأفعى يتجدد كل فترة حتى يستمر في الحياة ويكون خالدا. ولكن هذا الأمر لم يعجب الآلهة الشريرة، فقالت أنه يجب أن يدفن الجسد في الأرض ويستمر الإنسان من خلال نسله فقط. وبسبب أن الكلمة العليا لها نفذ هذا الأمر وهكذا دخل الموت إلى العالم.

### الطوفان والفيضانات
في أحد الأيام اكتشف رجل بحيرة فيها الكثير من الأسماك، وكان يعيش في قاعها ثعبان سحري، لكن الرجل لم يعلم بذلك. وبعد أن اصطاد الكثير من الأسماك عاد إلى قريته وأخبر السكان باكتشافه ليعود هو والسكان في اليوم التالي إلى البحيرة، وصادوا الكثير من السمك. ومن بينهم امرأة قد أمسكت الثعبان السحري ولكنه أفلت منها. شعر الثعبان بالخضب منهم، فجعل السماء التمطر بغزارة ما جعل ماء البحر يرتفع فحدث فيضان أخرق الجميع باستثناء عجوز تعلقت بشجرة لم تكن تأكل الأسماك.

## الأبطال في الثقافة
واحدة من أبرز السمات في أساطير ميلانيزيا هو ظهور الحكايات المتعلقة باثنين من أبطال الثقافة، واحد منهما حكيم وخير والثاني أحمق وشرير. أو مجموعة من الإخوة، عادة ما يكون عددهم عشرة أو اثني عشر، اثنان من بينهم؛ واحد حكيم، وواحد أحمق. وهكذا نجد ثنائية الخير والشر حاضرة في مثل هذه الأساطير.
مارینوجير (بالإنجليزية: Marinojir)‏ إله وبطل قوي في أساطير ميلانيزيا، وهو خالق الخنزير الأول وأول شجرة بندق وأول منزل. يصحبه کلبان.

### أساطير بولينيزية
- أورو (أساطير)
- باباتوانوكو
- بيلي (أساطير)
- بكوي (أساطير)
- تيكي (ميثولوجيا)
- تو (أساطير)
- فاري ما تاكيري

### أساطير ميكرونيزية
- نا أتبو (ميثولوجيا)
- نارو (أساطير)
- ناي تيتوابين
- ناكا